# Ангольская кванза
Ква́нза — денежная единица Анголы. Введена 8 января 1977 года вместо ангольского эскудо.
Аббревиатура (символ) — Kz или kz. Названа в честь реки Кванзы, протекающей по территории Анголы.
C 1999 года кванза равна 100 сентимо. До этого разменной денежной единицей Анголы являлась лвея, названная так в честь реки Лвеи, притока Кванзы.

## История
Первая кванза (код ISO 4217 — AOK) была введена в обращение 8 января 1977 года, заменив ангольский эскудо в соотношении 1:1.
25 сентября 1990 года в том же соотношении (1:1) первую кванзу заменила новая кванза (AON). Однако граждане Анголы могли обменять старую наличность на новую по этому курсу в очень ограниченных объёмах, остальную сумму можно было конвертировать лишь в государственные долговые обязательства.
В 1991 году начат выпуск новых банкнот, на которых слово «новая» отсутствовало. Были выпущены банкноты в 100, 500, 1000, 5000, 10 000, 50 000, 100 000 и 500 000 кванз.
3 июля 1995 года в качестве денежной единицы, параллельно обращающейся с новой кванзой, была выпущена скорректированная кванза (порт. kwanza reajustado, код ISO 4217 — AOR), приравненная к 1000 новых кванз. Выпускались банкноты достоинством 1000, 5000, 10 000, 50 000, 100 000, 500 000, 1 000 000 и 5 000 000 скорректированных кванз. Монеты не чеканились, однако формально кванза продолжала делиться сначала на 100 лвей, а затем на 100 сентимо.
13 декабря 1999 года начат обмен как новых кванз (AON), так и скорректированных кванз (AOR) на современную кванзу (AOA) в соотношении:
- 1 AOA = 1 000 000 AOR,
- 1 AOA = 1 000 000 000 AON.

Старые банкноты находились в обращении до 31 мая 2000 года.
В Общероссийском классификаторе валют (ОКВ) скорректированная кванза (AOR) не упоминается. В 1994 году при утверждении стандарта в него была включена новая кванза (AON), которая поправкой от 5 мая 2000 года была заменена сразу на кванзу (AOA). Центральный банк Российской Федерации начал устанавливать официальный курс кванзы c 1 сентября 1996 года, также используя термин «ангольская новая кванза», хотя по сути курс рубля приводился по отношению к скорректированной кванзе.

## Кванза образца 1999 года
В настоящее время в обращении находятся банкноты номиналом 1, 5, 10, 50, 100, 200, 500, 1000, 2000 и 5000 кванз различных годов выпуска. Мелкие банкноты достоинством 1 и 5 кванз постепенно заменялись монетами в 1, 2, 5 кванз (сталь, покрытая никелем). В 1999 году были отчеканены монеты в 10 и 50 сентимо (сталь, покрытая медью), однако в настоящее время в обращении они не участвуют. Монеты в 1, 2 и 5 кванз образца 1999 года также выведены из обращения. В 2012 году выпущены монеты нового образца в 50 сентимо, 1, 5 и 10 кванз, а в 2014 году — 20 кванз.
| Серия 1999—2003 годов | Серия 1999—2003 годов | Серия 1999—2003 годов | Серия 1999—2003 годов | Серия 1999—2003 годов                                  | Серия 1999—2003 годов             | Серия 1999—2003 годов | Серия 1999—2003 годов |
| Изображение           | Номинал (кванз)       | Размеры (мм)          | Основные цвета        | Описание                                               | Описание                          | Год печати            |                       |
| Изображение           | Номинал (кванз)       | Размеры (мм)          | Основные цвета        | Аверс                                                  | Реверс                            | Год печати            |                       |
| --------------------- | --------------------- | --------------------- | --------------------- | ------------------------------------------------------ | --------------------------------- | --------------------- | --------------------- |
|                       | 1                     | 66×132                | коричневый, розовый   | Двойной профильный портрет Ж. Э. душ Сантуша и А. Нето | Сборщицы хлопка                   | 1999                  |                       |
|                       | 5                     | 66×138                | синий, голубой        | Двойной профильный портрет Ж. Э. душ Сантуша и А. Нето | Дорога в горы Сьерра да Леба      | 1999                  |                       |
|                       | 10                    | 66×144                | красный, розовый      | Двойной профильный портрет Ж. Э. душ Сантуша и А. Нето | Две антилопы                      | 1999                  |                       |
|                       | 50                    | 66×150                | голубой, жёлтый       | Двойной профильный портрет Ж. Э. душ Сантуша и А. Нето | Нефтедобывающая платформа         | 1999                  |                       |
|                       | 100                   | 66×156                | коричневый, жёлтый    | Двойной профильный портрет Ж. Э. душ Сантуша и А. Нето | Здание Национального Банка Анголы | 1999                  |                       |
|                       | 200                   | 66×160                | фиолетовый, зелёный   | Двойной профильный портрет Ж. Э. душ Сантуша и А. Нето | Набережная г. Луанда              | 2003                  |                       |
|                       | 500                   | 66×162                | оранжевый, жёлтый     | Двойной профильный портрет Ж. Э. душ Сантуша и А. Нето | Цветки хлопка на плантации        | 2003                  |                       |
|                       | 1000                  | 66×164                | красный, оранжевый    | Двойной профильный портрет Ж. Э. душ Сантуша и А. Нето | Цветки кофе на плантации          | 2003                  |                       |
|                       | 2000                  | 66×166                | зелёный, оранжевый    | Двойной профильный портрет Ж. Э. душ Сантуша и А. Нето | Рыбацкая лодка у берега           | 2003                  |                       |

22 марта 2013 года Национальный банк Анголы выпустил новую серию банкнот в купюрах 50, 100, 200 и 500 кванз. Другие деноминации (1000, 2000 и 5000 кванз) были выпущены 31 мая 2013 года.
19 января 2017 года введены в оборот новые банкноты номиналами 5 и 10 кванза. Оформление банкнот аналогично серии банкнот 2012 года. На банкнотах также указано «OUTUBRO 2012». Банкнота 5 кванза — преобладающие тона голубого цвета, 10 кванза — розового.
Банкноты печатаются в России на АО «Гознак».